# Parassamia albimarginata
Parassamia albimarginata is een hooiwagen uit de familie Assamiidae.